# Port-Louis (Ar Mor-Bihan)
Port-Louis (en bretó Porzh-Loeiz) és un municipi francès, situat a la regió de Bretanya, al departament d'Ar Mor-Bihan. L'any 2006 tenia 2.980 habitants.

## Història
Aquest municipi s'anomenava antigament "Blavet", pel nom amb què es coneixia la zona a l'oest de ribera d'Étel. L'actual nom de Port-Louis, data del 1618, atorgat en honor del rei Lluís XIII que va ordenar la seva fortificació.
Port-Louis va ser ocupat pels exèrcits espanyols entre 1590 i 1598, Philippe-Emmanuel de Lorena, duc de Mercœur els la va lliurar. Don Juan del Aguila la va ocupar i la va convertir en lloc d'escala per a la capitania, sota la direcció de l'arquitecte Cristóbal de Rojas. La fortificació va rebre el nom de Fuerte del Aguila. La ciutadella es va convertir en l'element clau de la defensa del port.
Durant la Revolució francesa, el municipi se'l va conèixer com a Port-de-l'Égalité i també Port-Liberté.
En la Segona Guerra Mundial, la ciutadella de Port-Louis va servir de presó, de lloc de tortura i d'execucions de membres de la resistència.

## Demografia
| 1962                                       | 1968  | 1975  | 1982  | 1990  | 1999  |  |
| ------------------------------------------ | ----- | ----- | ----- | ----- | ----- |  |
| 3.702                                      | 3.921 | 3.715 | 3.327 | 2.896 | 2.808 |  |
| Des de 1962: població sense dobles comptes |       |       |       |       |       |  |

## Administració
| Període   | Identitat        | Partit |
| --------- | ---------------- | ------ |
| 2001-2008 | Monique Vergnaud |        |
| 2008-     | Muriel Jourda    |        |

## Agermanaments
- Bad Harzburg (Alemanya), des de 1984